# Astralium heimburgi
Astralium heimburgi is een slakkensoort uit de familie van de Turbinidae. De wetenschappelijke naam van de soort is voor het eerst geldig gepubliceerd in 1882 door Dunker.